# Esther Nwombe
Esther Nwombe (ur. 10 kwietnia 1987) – kenijska siatkarka, grająca jako przyjmująca. Obecnie występuje w drużynie Kenya Prisons.